# Andrew John Herbertson

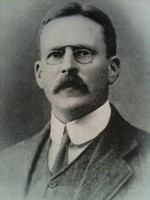
Andrew John Herbertson

Andrew John Herbertson FRGS FRMS (11 de octubre de 1865 - 1915) fue un geógrafo británico. Nació el 11 de octubre de 1865 en Galashiels, Selkirkshire. Sus padres fueron Andrew Hunter Herbertson y Janet Matthewson. Fue a la escuela local en Galashiels, a la Academia en Edimburgo en el Instituto de Edimburgo. De 1886 a 1889 estudió en la Universidad de Edimburgo, pero nunca obtuvo el grado de sus estudios. En 1892 fue con Patrick Geddes a Dundee para enseñar ciencias botánicas. En 1892 se hizo socio de la Sociedad Geográfica Real. Entonces se mudó, en 1892, a Fort William, Escocia, para trabajar en un observatorio meteorológico en Ben Nevis. En 1894 se mudó a Mánchester para devenir un conferenciante sobre geografía en la Universidad de Mánchester. En 1898 consiguió un doctorado en la Universidad de Freiburg-im-Breisgau. En 1899 se mudó a la Universidad de Oxford para devenir un lector de geografía; dirigió el departamento de geografía en Oxford en 1910. En 1908 se hizo socio de la Sociedad Meteorológica Real. . Murió el 15 de julio de 1915 en Radnage, Buckinghamshire.